# Moray (królestwo)

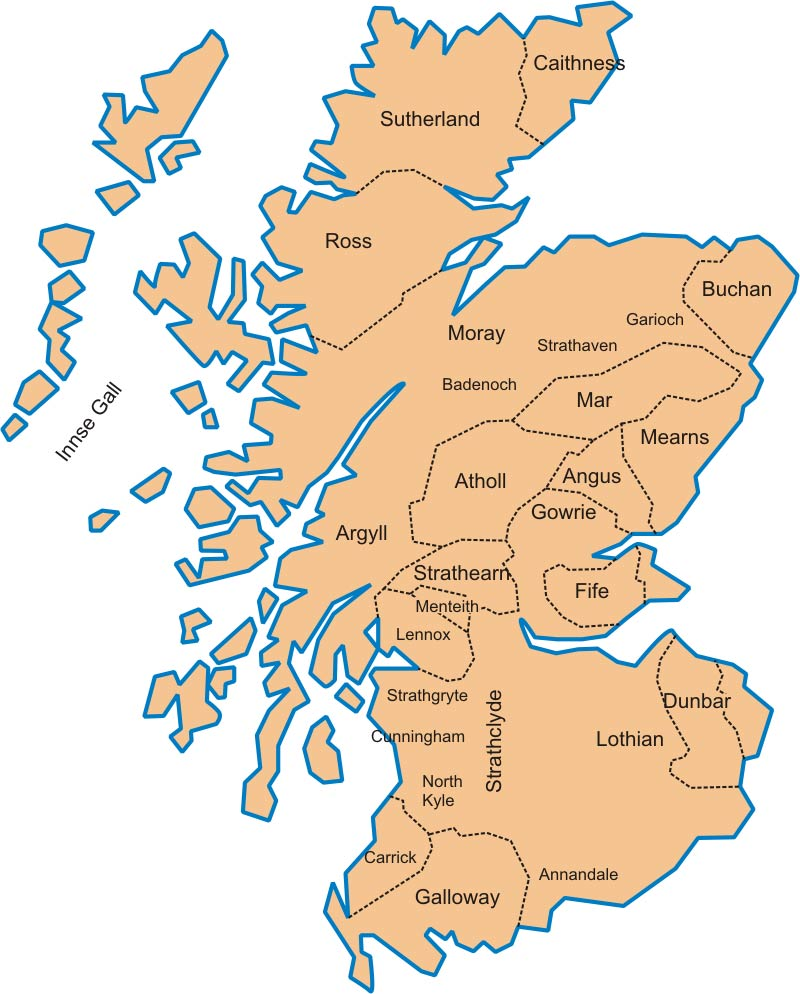
Moray (w północnej części) i podział klanowy ówczesnej Szkocji

Moray (irl. Muireb lub Moreb; łac. Muref lub Moravia; gael. Moireabh) – niezależne królestwo celtyckie istniejące w średniowieczu w północnej Szkocji, podbite przez króla Dawida I Szkockiego w 1130. Władcy Moray tytułowani byli mormaerami.
Obszar Moray rozciągał się między dolnym biegiem rzeki Spey wokół Inverness a północna częścią Great Glen. W czasach rozkwitu królestwo mogło rozciągać się od Buchan i Marr na wschodzie po Ross i wybrzeże Oceanu Atlantyckiego na zachodzie.
Po wcieleniu do Królestwa Szkocji w XII w. nazwę Moray nosiło hrabstwo o znacznie mniejszym zasięgu geograficznym, z ośrodkiem administracyjnym w Elgin.